# Ding Dong (dal)
A Ding Dong (magyarul: Ding-dong) egy dal, mely Izraelt képviselte a 2011-es Eurovíziós Dalfesztiválon Düsseldorfban. A dalt az izraeli Dana International adta elő héber és angol kevert nyelven. Az énekesnő tizenhárom év után tért vissza a dalversenyhez, 1998-ban Diva című dalával győzni tudott.
A dal a 2011. március 8-án rendezett izraeli nemzeti döntőben nyerte el az indulás jogát. A döntőben egy szakmai zsűri pontjai és a nézők telefonos szavazatainak összesítése alapján végzett az élen a tízfős mezőnyben.
Az Eurovíziós Dalfesztiválon a dalt először a május 12-én rendezett második elődöntőben adták elő, a fellépési sorrendben tizenkettedikként, a macedón Vlatko Ilievszki Ruszinka című dala után, és a szlovén Maja Keuc No One című dala előtt. Az elődöntőben 38 ponttal a tizenötödik helyen végzett, így nem jutott tovább a május 14-i döntőbe. Izraelnek ez 2007 óta először nem sikerült.